# Mauricio Cuevas
Mauricio Aimar Cuevas (Los Ángeles, California, Estados Unidos, 10 de febrero de 2003) es un futbolista estadounidense que juega como defensa en el LA Galaxy de la Major League Soccer.

## Trayectoria
Firmó con el LA Galaxy II del USL Championship el 30 de abril de 2019. Tras la temporada 2021, fue liberado por el Galaxy.

## Selección nacional
Nacido en Estados Unidos, es de ascendencia mexicana. Es internacional juvenil con Estados Unidos.

## Estadísticas

### Clubes
Actualizado al último partido disputado el 8 de octubre de 2023.
| Club                        | Div.          | Temporada     | Liga  | Liga  | Copas nacionales | Copas nacionales | Copas internacionales | Copas internacionales | Total | Total |
| Club                        | Div.          | Temporada     | Part. | Goles | Part.            | Goles            | Part.                 | Goles                 | Part. | Goles |
| --------------------------- | ------------- | ------------- | ----- | ----- | ---------------- | ---------------- | --------------------- | --------------------- | ----- | ----- |
| LA Galaxy II Estados Unidos | 2.ª           | 2019          | 4     | 0     | —                | —                | —                     | —                     | 4     | 0     |
| LA Galaxy II Estados Unidos | 2.ª           | 2020          | 17    | 4     | —                | —                | —                     | —                     | 17    | 4     |
| LA Galaxy II Estados Unidos | 3.ª           | 2023          | 2     | 0     | —                | —                | —                     | —                     | 2     | 0     |
| LA Galaxy II Estados Unidos | Total club    | Total club    | 23    | 4     | 0                | 0                | 0                     | 0                     | 23    | 4     |
| Club NXT · Bélgica          | 2.ª           | 2022-23       | 23    | 0     | 0                | 0                | —                     | —                     | 23    | 0     |
| Club NXT · Bélgica          | Total club    | Total club    | 23    | 0     | 0                | 0                | 0                     | 0                     | 23    | 0     |
| LA Galaxy Estados Unidos    | 1.ª           | 2023          | 8     | 0     | —                | —                | —                     | —                     | 8     | 0     |
| LA Galaxy Estados Unidos    | Total club    | Total club    | 8     | 0     | 0                | 0                | 0                     | 0                     | 8     | 0     |
| Total carrera               | Total carrera | Total carrera | 54    | 4     | 0                | 0                | 0                     | 0                     | 54    | 4     |

## Palmarés

### Títulos nacionales
| Título              | Equipo       | País           | Año  |
| ------------------- | ------------ | -------------- | ---- |
| Major League Soccer | L. A. Galaxy | Estados Unidos | 2024 |

### Títulos internacionales
| Título                           | Equipo                                 | País     | Año  |
| -------------------------------- | -------------------------------------- | -------- | ---- |
| Campeonato Sub-20 de la Concacaf | Selección sub-20 de los Estados Unidos | Honduras | 2022 |